# Phyllodactylus simpsoni
Phyllodactylus simpsoni (листопалий гекон західно-галапагоський) — вид геконоподібних ящірок родини Phyllodactylidae. Ендемік Галапагоських островів. Описаний у 2019 році.

## Опис
Довжина самців гекона становить 10 см, самиць 9,6 см.

## Поширення і екологія
Західно-галапагоські листопалі гекони мешкають на островах Ісабела і Фернандіна в архіпелазі Галапагоських островів. Він був знайдений в селищі Пуерто-Віяміл, розташованому на острові Ісабела.